# PfalzB Blatt 146

Ansichten des Pfälzischen Sml von 1899

Bei den Pfälzischen Sml  von 1899 handelt es sich um zweiachsige Plattformwagen – Gattungszeichen „S“ – mit einem Ladegewicht von 15 t nach der Skizze 146 des Wagenstandsverzeichnisses für die linksrheinischen Bahnen der K.Bay.Sts.B. von 1913. Die Wagen wurden sowohl in ungebremster als auch gebremster Ausführung gebaut.

## Geschichte
Es handelt sich bei diesen Wagen um solche der dritten Beschaffungsgeneration die ab 1899 in größerer Anzahl zum Einsatz kamen und bis 1904 gebaut wurden. Eine Ablösung der Type durch die nachfolgende Verbandsbauart fand nicht statt. Im Verzeichnis von 1913 wurden noch insgesamt 138 ungebremste und 52 gebremste aufgelistet. Ob die Wagen auch noch zur Reichsbahn kamen, ist nicht bekannt.

## Konstruktive Merkmale

### Untergestell
Das Fahrgestell der Wagen war schon komplett aus Profileisen aufgebaut und genietet. Die äußeren Längsträger hatten U-Form mit einer Höhe von 300 mm und nach außen gerichteten Flanschen. Die Unterkante lag 935 mm über SOK. Als Zugeinrichtung hatten die Wagen Schraubenkupplungen mit Sicherheitshaken nach VDEV, die Zugstange war durchgehend und mittig gefedert. Als Stoßeinrichtung besaßen die Wagen Stangenpuffer mit einer Einbaulänge von 600 mm, die Pufferteller hatten einen Durchmesser von 370 mm. Die Höhe des Pufferstandes betrug 1.050 mm.

### Laufwerk
Die Wagen hatten genietete Fachwerkachshalter aus Flacheisen mit der langen, geraden Bauform. Gelagert waren die Achsen in geteilten Gleitachslagern. Die Räder hatten Speichenradkörper und einen Raddurchmesser von 1014 mm. Das mehrlagige Federpaket war mit einfachen Laschen in den Federböcken befestigt. Die gebremsten Wagen waren mit einer Handspindelbremse ausgestattet, deren Kurbel sich im seitlich an den offenen Bremsersitz anschloss. Der Bremsersitz war auf die gewölbte Stirnwand aufgesetzt. Die Bremse wirkte beidseitig auf alle Räder.

### Wagenkasten
Der Ladeboden des Wagens bestand aus 60 mm starken Bohlen die quer zur Fahrtrichtung auf dem Untergestell befestigt waren. Die Höhe des Bodens lag bei 1.285 mm über SOK. Die Stirn- und Seitenwände bestanden aus 40 mm starken Brettern, die Beplankung war waagerecht. Die Stirnwände waren feststehend aber abbordbar – bis auf die Stirnwand auf der jeweils der Bremsersitz angebracht war. Die Seitenwände waren nur 400 mm hoch und konnten umgeklappt werden.

## Wagennummern
| 146             | Sml             | X[u]            | 1899/1900       |                  | 4                      | 913, 942, 946, 955 | Lu 78401-Lu 78404 | | 11.100 | 2.055 | 2 | A4 | 5.000 | 7.800 | 25,9 | 10,4 | ohne | alle Seitenwände abbordbar | | | | | |
| 146             | Sml             | X[u]            | 1899/1900       | 2                | 970, 977               | Lu 78405-Lu 78406 | | | 11.100 | 2.055 | 2 | A4 | 5.000 | 7.800 | 25,9 | 10,4 | ohne | alle Seitenwände abbordbar | | | | | |
| 146             | Sml             | X[u]            | 1899/1900       | 4                | 1003, 1016, 1034, 1050 | Lu 78407-Lu 78410 | | | 11.100 | 2.055 | 2 | A4 | 5.000 | 7.800 | 25,9 | 10,4 | ohne | alle Seitenwände abbordbar | | | | | |
| 146             | Sml             | X[u]            | 1900            |                  | 4                      | 1056, 1058, 1063, 1064 | Lu 78411-Lu 78414 | | 11.100 | 2.055 | 2 | A4 | 5.000 | 8.500 | 25,9 | 10,4 | Fbr. | Stirnwand an Bremsersitzseite fest | | | | | |
| 146             | Sml             | X[u]            | 1900            | 4                | 1068, 1074, 1076, 1079 | Lu 78415-Lu 78418 | | | 11.100 | 2.055 | 2 | A4 | 5.000 | 8.500 | 25,9 | 10,4 | Fbr. | Stirnwand an Bremsersitzseite fest | | | | | |
| 146             | Sml             | X[u]            | 1900            | 2                | 1080, 1081             | Lu 78419-Lu 78420 | | | 11.100 | 2.055 | 2 | A4 | 5.000 | 8.500 | 25,9 | 10,4 | Fbr. | Stirnwand an Bremsersitzseite fest | | | | | |
| 146             | Sml             | X[u]            | 1899            |                  | 4                      | 1092, 1094, 1130, 1142 | Lu 78421-Lu 78424 | | 11.100 | 2.055 | 2 | A4 | 5.000 | 7.800 | 25,9 | 10,4 | ohne | alle Seitenwände abbordbar | | | | | |
| 146             | Sml             | X[u]            | 1899            | 4                | 1146, 1157, 1158, 1193 | Lu 78425-Lu 78428 | | | 11.100 | 2.055 | 2 | A4 | 5.000 | 7.800 | 25,9 | 10,4 | ohne | alle Seitenwände abbordbar | | | | | |
| 146             | Sml             | X[u]            | 1899            | 4                | 1201, 1220, 1222, 1226 | Lu 78429-Lu 78432 | | | 11.100 | 2.055 | 2 | A4 | 5.000 | 7.800 | 25,9 | 10,4 | ohne | alle Seitenwände abbordbar | | | | | |
| 146             | Sml             | X[u]            | 1899            | 4                | 1234, 1242, 1270, 1276 | Lu 78433-Lu 78436 | | | 11.100 | 2.055 | 2 | A4 | 5.000 | 7.800 | 25,9 | 10,4 | ohne | alle Seitenwände abbordbar | | | | | |
| 146             | Sml             | X[u]            | 1899            | 3                | 1278, 1295, 1309       | Lu 78437-Lu 78439 | | | 11.100 | 2.055 | 2 | A4 | 5.000 | 7.800 | 25,9 | 10,4 | ohne | alle Seitenwände abbordbar | | | | | |
| 146             | Sml             | X[u]            | 1900            |                  | 1                      | 1322 | Lu 78440 | | 11.100 | 2.055 | 2 | A4 | 5.000 | 8.500 | 25,9 | 10,4 | Fbr. | Stirnwand an Bremsersitzseite fest | | | | | |
| 146             | Sml             | X[u]            | 1899/1900       |                  | 4                      | 1324, 1326, 1327, 1336 | Lu 78441-Lu 78444 | | 11.100 | 2.055 | 2 | A4 | 5.000 | 7.800 | 25,9 | 10,4 | ohne | alle Seitenwände abbordbar | | | | | |
| 146             | Sml             | X[u]            | 1899/1900       | 2                | 1338, 1342             | Lu 78445-Lu 78446 | | | 11.100 | 2.055 | 2 | A4 | 5.000 | 7.800 | 25,9 | 10,4 | ohne | alle Seitenwände abbordbar | | | | | |
| 146             | Sml             | X[u]            | 1900            |                  | 1                      | 1343 | Lu 78447 | | 11.100 | 2.055 | 2 | A4 | 5.000 | 8.500 | 25,9 | 10,4 | Fbr. | Stirnwand an Bremsersitzseite fest | | | | | |
| 146             | Sml             | X[u]            | 1899/1900       |                  | 4                      | 1345, 1353, 1366, 1372 | Lu 78448-Lu 78451 | | 11.100 | 2.055 | 2 | A4 | 5.000 | 7.800 | 25,9 | 10,4 | ohne | alle Seitenwände abbordbar | | | | | |
| 146             | Sml             | X[u]            | 1899/1900       | 4                | 1373, 1379, 1380, 1382 | Lu 78452-Lu 78455 | | | 11.100 | 2.055 | 2 | A4 | 5.000 | 7.800 | 25,9 | 10,4 | ohne | alle Seitenwände abbordbar | | | | | |
| 146             | Sml             | X[u]            | 1899/1900       | 1                | 1389                   | Lu 78456 | | | 11.100 | 2.055 | 2 | A4 | 5.000 | 7.800 | 25,9 | 10,4 | ohne | alle Seitenwände abbordbar | | | | | |
| 146             | Sml             | X[u]            | 1900            |                  | 4                      | 1391, 1398, 1448, 1459 | Lu 78457-Lu 78460 | | 11.100 | 2.055 | 2 | A4 | 5.000 | 8.500 | 25,9 | 10,4 | Fbr. | Stirnwand an Bremsersitzseite fest | | | | | |
| 146             | Sml             | X[u]            | 1900            |                  | 4                      | 1606, 1611, 1619, 1623 | Lu 78461-Lu 78464 | | 11.100 | 2.055 | 2 | A4 | 5.000 | 7.800 | 25,9 | 10,4 | ohne | alle Seitenwände abbordbar | | | | | |
| 146             | Sml             | X[u]            | 1900            | 4                | 1625, 1626, 1646, 1672 | Lu 78465-Lu 78468 | | | 11.100 | 2.055 | 2 | A4 | 5.000 | 7.800 | 25,9 | 10,4 | ohne | alle Seitenwände abbordbar | | | | | |
| 146             | Sml             | X[u]            | 1900/1          |                  | 6                      | 1958-1961, 1964, 1965 | Lu 78468-Lu 78474 | | 11.100 | 2.055 | 2 | A4 | 5.000 | 8.500 | 25,9 | 10,4 | Fbr. | Stirnwand an Bremsersitzseite fest | | | | | |
| 146             | Sml             | X[u]            | 1900/1          | 4                | 1972, 1979, 1982, 1983 | Lu 78475-Lu 78478 | | | 11.100 | 2.055 | 2 | A4 | 5.000 | 8.500 | 25,9 | 10,4 | Fbr. | Stirnwand an Bremsersitzseite fest | | | | | |
| 146             | Sml             | X[u]            | 1900/1          | 10               | 4950-4959              | Lu 78479-Lu 78488 | | | 11.100 | 2.055 | 2 | A4 | 5.000 | 8.500 | 25,9 | 10,4 | Fbr. | Stirnwand an Bremsersitzseite fest | | | | | |
| 146             | Sml             | X[u]            | 1900/01         |                  | 30                     | 4960-4989 | Lu 78489-Lu 78518 | | 11.100 | 2.055 | 2 | A4 | 5.000 | 7.800 | 25,9 | 10,4 | ohne | alle Seitenwände abbordbar | | | | | |
| 146             | Sml             | X[u]            | 1900/01         | 4                | 5515, 5530, 5532, 5554 | Lu 78519-Lu 78522 | | | 11.100 | 2.055 | 2 | A4 | 5.000 | 7.800 | 25,9 | 10,4 | ohne | alle Seitenwände abbordbar | | | | | |
| 146             | Sml             | X[u]            | 1900            |                  | 1                      | 5648 | Lu 78323 | | 11.100 | 2.055 | 2 | A4 | 5.000 | 8.500 | 25,9 | 10,4 | Fbr. | Stirnwand an Bremsersitzseite fest | | | | | |
| 146             | Sml             | X[u]            | 1901            |                  | 10                     | 10400-10409 | Lu 78531-Lu 78540 | | 11.100 | 2.055 | 2 | A4 | 5.000 | 8.500 | 25,9 | 10,4 | Fbr. | Stirnwand an Bremsersitzseite fest | | | | | |
| 146             | Sml             | X[u]            | 1900            |                  | 4                      | 5680, 5681, 5684, 5706 | Lu 78524-Lu 78527 | | 11.100 | 2.055 | 2 | A4 | 5.000 | 7.800 | 25,9 | 10,4 | ohne | alle Seitenwände abbordbar; Wagen 5706 war im Nachtrag von 1916 nicht mehr vorhanden | | | | | |
| 146             | Sml             | X[u]            | 1900            | 3                | 5732, 5765, 5769       | Lu 78528-Lu 78530 | | | 11.100 | 2.055 | 2 | A4 | 5.000 | 7.800 | 25,9 | 10,4 | ohne | alle Seitenwände abbordbar; Wagen 5706 war im Nachtrag von 1916 nicht mehr vorhanden | | | | | |
| 146             | Sml             | X[u]            | 1900            |                  | 5                      | 11760-11764 | Lu 7878561-Lu 8575 | | 11.100 | 2.055 | 2 | A4 | 5.000 | 8.500 | 25,9 | 10,4 | Fbr. | Stirnwand an Bremsersitzseite fest | | | | | |
| 146             | Sml             | X[u]            | 1901            |                  | 15                     | 10410-10424 | Lu 78541-Lu 78555 | | 11.100 | 2.055 | 2 | A4 | 5.000 | 7.800 | 25,9 | 10,4 | ohne | alle Seitenwände abbordbar | | | | | |
| 146             | Sml             | X[u]            | 1904            | 1                | 10425                  | Lu 78556 | | | 11.100 | 2.055 | 2 | A4 | 5.000 | 7.800 | 25,9 | 10,4 | ohne | alle Seitenwände abbordbar | | | | | |
| 146             | Sml             | X[u]            | 1901            | 14               | 10426-10439            | Lu 78557-lu 78570 | | | 11.100 | 2.055 | 2 | A4 | 5.000 | 7.800 | 25,9 | 10,4 | ohne | alle Seitenwände abbordbar | | | | | |
| 146             | Sml             | X[u]            | 1901            |                  | 15                     | 11465-11779 | Lu 78576-Lu 78590 | | 11.100 | 2.055 | 2 | A4 | 5.000 | 7.800 | 25,9 | 10,4 | ohne | alle Seitenwände abbordbar | | | | | |
| Legende Bremsen | Legende Bremsen | Legende Bremsen | Legende Bremsen | Handbremstypen   | Handbremstypen         | BrH = Bremserhaus; Pl = Handbremse auf Plattform; Fbr = Freisitzbremse | BrH = Bremserhaus; Pl = Handbremse auf Plattform; Fbr = Freisitzbremse | BrH = Bremserhaus; Pl = Handbremse auf Plattform; Fbr = Freisitzbremse | BrH = Bremserhaus; Pl = Handbremse auf Plattform; Fbr = Freisitzbremse | BrH = Bremserhaus; Pl = Handbremse auf Plattform; Fbr = Freisitzbremse | BrH = Bremserhaus; Pl = Handbremse auf Plattform; Fbr = Freisitzbremse | BrH = Bremserhaus; Pl = Handbremse auf Plattform; Fbr = Freisitzbremse | BrH = Bremserhaus; Pl = Handbremse auf Plattform; Fbr = Freisitzbremse | BrH = Bremserhaus; Pl = Handbremse auf Plattform; Fbr = Freisitzbremse | BrH = Bremserhaus; Pl = Handbremse auf Plattform; Fbr = Freisitzbremse | BrH = Bremserhaus; Pl = Handbremse auf Plattform; Fbr = Freisitzbremse | BrH = Bremserhaus; Pl = Handbremse auf Plattform; Fbr = Freisitzbremse | BrH = Bremserhaus; Pl = Handbremse auf Plattform; Fbr = Freisitzbremse | BrH = Bremserhaus; Pl = Handbremse auf Plattform; Fbr = Freisitzbremse | BrH = Bremserhaus; Pl = Handbremse auf Plattform; Fbr = Freisitzbremse | BrH = Bremserhaus; Pl = Handbremse auf Plattform; Fbr = Freisitzbremse | BrH = Bremserhaus; Pl = Handbremse auf Plattform; Fbr = Freisitzbremse | BrH = Bremserhaus; Pl = Handbremse auf Plattform; Fbr = Freisitzbremse |
|                 |                 |                 |                 | Druckluftbremsen | Druckluftbremsen       | Hnbr = Henri-Bremse; Hsbr = Henri-Schnellbremse; Kp. = Knorr-Bremse; Sbr. = Schleifer-Bremse; Ssbr = Schleifer-Schnellbremse; Wbr = Westinghouse-Bremse; Wsbr = Westinghouse-Schnellbremse; | Hnbr = Henri-Bremse; Hsbr = Henri-Schnellbremse; Kp. = Knorr-Bremse; Sbr. = Schleifer-Bremse; Ssbr = Schleifer-Schnellbremse; Wbr = Westinghouse-Bremse; Wsbr = Westinghouse-Schnellbremse; | Hnbr = Henri-Bremse; Hsbr = Henri-Schnellbremse; Kp. = Knorr-Bremse; Sbr. = Schleifer-Bremse; Ssbr = Schleifer-Schnellbremse; Wbr = Westinghouse-Bremse; Wsbr = Westinghouse-Schnellbremse; | Hnbr = Henri-Bremse; Hsbr = Henri-Schnellbremse; Kp. = Knorr-Bremse; Sbr. = Schleifer-Bremse; Ssbr = Schleifer-Schnellbremse; Wbr = Westinghouse-Bremse; Wsbr = Westinghouse-Schnellbremse; | Hnbr = Henri-Bremse; Hsbr = Henri-Schnellbremse; Kp. = Knorr-Bremse; Sbr. = Schleifer-Bremse; Ssbr = Schleifer-Schnellbremse; Wbr = Westinghouse-Bremse; Wsbr = Westinghouse-Schnellbremse; | Hnbr = Henri-Bremse; Hsbr = Henri-Schnellbremse; Kp. = Knorr-Bremse; Sbr. = Schleifer-Bremse; Ssbr = Schleifer-Schnellbremse; Wbr = Westinghouse-Bremse; Wsbr = Westinghouse-Schnellbremse; | Hnbr = Henri-Bremse; Hsbr = Henri-Schnellbremse; Kp. = Knorr-Bremse; Sbr. = Schleifer-Bremse; Ssbr = Schleifer-Schnellbremse; Wbr = Westinghouse-Bremse; Wsbr = Westinghouse-Schnellbremse; | Hnbr = Henri-Bremse; Hsbr = Henri-Schnellbremse; Kp. = Knorr-Bremse; Sbr. = Schleifer-Bremse; Ssbr = Schleifer-Schnellbremse; Wbr = Westinghouse-Bremse; Wsbr = Westinghouse-Schnellbremse; | Hnbr = Henri-Bremse; Hsbr = Henri-Schnellbremse; Kp. = Knorr-Bremse; Sbr. = Schleifer-Bremse; Ssbr = Schleifer-Schnellbremse; Wbr = Westinghouse-Bremse; Wsbr = Westinghouse-Schnellbremse; | Hnbr = Henri-Bremse; Hsbr = Henri-Schnellbremse; Kp. = Knorr-Bremse; Sbr. = Schleifer-Bremse; Ssbr = Schleifer-Schnellbremse; Wbr = Westinghouse-Bremse; Wsbr = Westinghouse-Schnellbremse; | Hnbr = Henri-Bremse; Hsbr = Henri-Schnellbremse; Kp. = Knorr-Bremse; Sbr. = Schleifer-Bremse; Ssbr = Schleifer-Schnellbremse; Wbr = Westinghouse-Bremse; Wsbr = Westinghouse-Schnellbremse; | Hnbr = Henri-Bremse; Hsbr = Henri-Schnellbremse; Kp. = Knorr-Bremse; Sbr. = Schleifer-Bremse; Ssbr = Schleifer-Schnellbremse; Wbr = Westinghouse-Bremse; Wsbr = Westinghouse-Schnellbremse; | Hnbr = Henri-Bremse; Hsbr = Henri-Schnellbremse; Kp. = Knorr-Bremse; Sbr. = Schleifer-Bremse; Ssbr = Schleifer-Schnellbremse; Wbr = Westinghouse-Bremse; Wsbr = Westinghouse-Schnellbremse; | Hnbr = Henri-Bremse; Hsbr = Henri-Schnellbremse; Kp. = Knorr-Bremse; Sbr. = Schleifer-Bremse; Ssbr = Schleifer-Schnellbremse; Wbr = Westinghouse-Bremse; Wsbr = Westinghouse-Schnellbremse; | Hnbr = Henri-Bremse; Hsbr = Henri-Schnellbremse; Kp. = Knorr-Bremse; Sbr. = Schleifer-Bremse; Ssbr = Schleifer-Schnellbremse; Wbr = Westinghouse-Bremse; Wsbr = Westinghouse-Schnellbremse; | Hnbr = Henri-Bremse; Hsbr = Henri-Schnellbremse; Kp. = Knorr-Bremse; Sbr. = Schleifer-Bremse; Ssbr = Schleifer-Schnellbremse; Wbr = Westinghouse-Bremse; Wsbr = Westinghouse-Schnellbremse; | Hnbr = Henri-Bremse; Hsbr = Henri-Schnellbremse; Kp. = Knorr-Bremse; Sbr. = Schleifer-Bremse; Ssbr = Schleifer-Schnellbremse; Wbr = Westinghouse-Bremse; Wsbr = Westinghouse-Schnellbremse; | Hnbr = Henri-Bremse; Hsbr = Henri-Schnellbremse; Kp. = Knorr-Bremse; Sbr. = Schleifer-Bremse; Ssbr = Schleifer-Schnellbremse; Wbr = Westinghouse-Bremse; Wsbr = Westinghouse-Schnellbremse; |
|                 |                 |                 |                 | Saugluftbremsen  | Saugluftbremsen        | Hbr = Hardy-Bremse; Ahbr = Autom. Hardy-Vacuumbremse | Hbr = Hardy-Bremse; Ahbr = Autom. Hardy-Vacuumbremse | Hbr = Hardy-Bremse; Ahbr = Autom. Hardy-Vacuumbremse | Hbr = Hardy-Bremse; Ahbr = Autom. Hardy-Vacuumbremse | Hbr = Hardy-Bremse; Ahbr = Autom. Hardy-Vacuumbremse | Hbr = Hardy-Bremse; Ahbr = Autom. Hardy-Vacuumbremse | Hbr = Hardy-Bremse; Ahbr = Autom. Hardy-Vacuumbremse | Hbr = Hardy-Bremse; Ahbr = Autom. Hardy-Vacuumbremse | Hbr = Hardy-Bremse; Ahbr = Autom. Hardy-Vacuumbremse | Hbr = Hardy-Bremse; Ahbr = Autom. Hardy-Vacuumbremse | Hbr = Hardy-Bremse; Ahbr = Autom. Hardy-Vacuumbremse | Hbr = Hardy-Bremse; Ahbr = Autom. Hardy-Vacuumbremse | Hbr = Hardy-Bremse; Ahbr = Autom. Hardy-Vacuumbremse | Hbr = Hardy-Bremse; Ahbr = Autom. Hardy-Vacuumbremse | Hbr = Hardy-Bremse; Ahbr = Autom. Hardy-Vacuumbremse | Hbr = Hardy-Bremse; Ahbr = Autom. Hardy-Vacuumbremse | Hbr = Hardy-Bremse; Ahbr = Autom. Hardy-Vacuumbremse | Hbr = Hardy-Bremse; Ahbr = Autom. Hardy-Vacuumbremse |